# Eteläpuisto
Eteläpuisto är en park i Finland.   Den ligger i staden Tammerfors i landskapet Birkaland, i den södra delen av landet, 160 km norr om huvudstaden Helsingfors. Eteläpuisto ligger 75 meter över havet. Den ligger vid sjön Pahalampi.
Terrängen runt Eteläpuisto är huvudsakligen platt. Eteläpuisto ligger nere i en dal. Runt Eteläpuisto är det tätbefolkat, med 276 invånare per kvadratkilometer. Närmaste större samhälle är Tammerfors, 2,1 km nordost om Eteläpuisto. Runt Eteläpuisto är det i huvudsak tätbebyggt.